# Спецано Пиколо
Спеца̀но Пѝколо (на италиански: Spezzano Piccolo, на местен диалект Spezzànu Pìcculu, Спецану Пикулу) е село в Южна Италия, община Казали дел Манко, провинция Козенца, регион Калабрия. Разположено е на 743 m надморска височина.